# Żużelany (przystanek kolejowy)
Żużelany (ukr. Жужеляни, ros. Жужеляны) – przystanek kolejowy w pobliżu miejscowości Żużelany (hist. Żużel), w rejonie czerwonogrodzkim, w obwodzie lwowskim, na Ukrainie. Leży na linii Rawa Ruska – Czerwonogród.
Przystanek powstał w czasach austro-węgierskich na oddanej w 1884 linii Jarosław – Sokal przez Lubaczów i Rawę Ruską. Do 1951 leżał w Polsce.